# Allocosa soluta
Allocosa soluta este o specie de păianjeni din genul Allocosa, familia Lycosidae. A fost descrisă pentru prima dată de Tullgren, 1905.
Este endemică în Bolivia. Conform Catalogue of Life specia Allocosa soluta nu are subspecii cunoscute.